# ぱんぱかカフぃR
ぱんぱかカフぃR（ぱんぱかカフぃあーる）は、InterFM897で放送されているラジオ番組。番組ハッシュタグは「#ぱんぱかカフぃ」。
番組では、ラジオネームを「ぱんぱかズ」と命名している。

## 概要
VRアーティスト・花譜がパーソナリティを務めるラジオ番組。番組名は花譜のプロデューサーであるPIEDPIPERが命名した。番組名には『パンパカパーンと花譜の頭の中を開いた、ポップな番組にしたい。そして、今の世の中で暗いことがたくさんあるからこそ、楽しく明るく生きていこう』という意味が込められている。
音声プラットフォーム「AuDee」にて過去の放送回が配信されている。なお、著作権の制限により、一部の音楽およびコンテンツは、放送時のオリジナル音声から編集ないしは置き換えられる。
抽選で一名に、サイン入り番組ロゴステッカーがプレゼントされる。また投稿テーマに関係ないメッセージも随時募集している。

## 放送時間
- ぱんぱかカフぃR（上京編） - 1クール目（2022年4月6日 - 6月29日、水曜 24:00 - 24:30）[5]
- ぱんぱかカフぃR（死闘編） - 2クール目（2022年7月6日 - 9月28日、水曜 24:00 - 24:30）[6][7]
- ぱんぱかカフぃR（熱闘編） - 3クール目（2022年10月6日 - 12月28日、水曜 23:00 - 23:30）[8]
- ぱんぱかカフぃR（羽衣編） - 4クール目（2023年1月4日 - 3月29日、水曜 23:00 - 23:30）[9][10]
- ぱんぱかカフぃR（海賊編） - 5クール目（2023年4月5日 - 6月28日、水曜 23:00 - 23:30）[11]
- ぱんぱかカフぃR（望郷編） - 6クール目（2023年7月5日 - 2023年9月27日 、水曜 23:00 - 23:30）
- ぱんぱかカフぃR（立志編） - 7クール目（2023年10月4日 - 2023年12月20日  、水曜 23:00 - 23:30）
- ぱんぱかカフぃR（決戦編） - 8クール目（2024年1月 - 2024年3月27日、水曜 23:00 - 23:30）
- ぱんぱかカフぃR（花咲編） - 9クール目（2024年4月 - 2024年6月26日、水曜 23:00 - 23:30）
- ぱんぱかカフぃR（乱世編） - 10クール目（2024年7月3日 - 2024年9月25日、水曜 23:00 - 23:30）
- ぱんぱかカフぃR（物語編） - 11クール目（2024年10月1日 - 2024年12月24日、火曜 23:00 - 23:30）
- ぱんぱかカフぃR（黄昏編） - 12クール目（2025年1月 - 2025年3月25日、火曜 23:00 - 23:30）
- ぱんぱかカフぃR（青春編） - 13クール目（2025年4月 - 、火曜 23:00 - 23:30）
- ぱんぱかカフぃR（青春編） - 14クール目（2025年7月 - 、）

## 放送内容

### ぱんぱかカフぃR（上京編）
コーナー
あなたの上京物語・新生活物語
リスナーが上京した時のことや、新生活を始めるにあたって買っておいたほうが良い物、なぜ上京したのか、夢などを教えてもらう。
ぱんぱかミッションアラート
スタッフが用意したクイズに花譜が挑戦するコーナー。
- 第2回 - 花譜の高校卒業記念スペシャルライブ「僕らため息ひとつで大人になれるんだ。」[12]の感想を紹介。今回初の『ぱんぱかミッションアラート』が実行された。
- 第3回 - オープニングで「花譜さんを初めて聴く人にどの曲を聴かせれば良いですか？」の質問に、思い入れが深い曲は、初めてカンザキイオリに書いてもらった『糸』と回答した。花譜いわく、「今、『糸』を聴くと声が変わったように聴こえる」とのこと。
- 第4回 - 「魔女集会/現象」の感想を述べた[13]。「ぱんぱかミッションアラート」の内容は、前回の曲紹介とは異なり、間奏で曲紹介をするというもの。秒数が余って曲名を連呼するという斬新な紹介をした。
- 第6回 - 番組初ゲストとして遠山大輔が出演。花譜は、遠山がかつて出演していた『SCHOOL OF LOCK!』（TOKYO FM）のコーナー、放送部『きみのこえがききたい。』に参加したことがあった。
- 第7回 - 「不可解参(狂)」の花譜の意気込み&リスナーのお便りからスタート。前回に引き続き遠山がゲスト。
- 第8回 - CHiCO with HoneyWorksのCHiCOがゲスト。コラボレーションの際に意識することやレコーディングする前にしていることなど真面目な話から、好きな食べ物について話した。
- 第9回 - 前回に引き続き、CHiCOがゲスト。音楽面についてトーク。
- 第10回 - 花譜への質問＆ぱんぱかミッションアラート発動に正解。
- 第14回 - 新シーズンの名前発表。花譜の東京オススメスポット、番組についての質問に答えた。

### ぱんぱかカフぃR（死闘編）
（死闘編）の由来
3rd ONE-MAN LIVE「不可解参(狂)」を日本武道館で開催するため、とにかく未だ想像もつかない大舞台に挑戦するということもあり、決死の覚悟で戦うぞ、挑むぞ、という意味を込めて、死闘編という名前になった。
コーナー
死ぬ気で頑張っていること！ 頑張ったこと!
リスナーが『頑張ったエピソード』を募集し紹介する。
ぱんぱかズの皆さんとお話しよう！
花譜がリスナーに生電話するコーナー。
- 第3回 -『ぱんぱかズの皆さんとお話しよう!』が開始。
- 第4回 - 2回目の『ぱんぱかズの皆さんとお話しよう！』では、花譜が年下の人と話をする機会がなかなかないということで、年下リスナーと生電話をした。
- 第7回 - 東京で昆虫食を楽しめるお店『獣肉酒家 米とサーカス[14]』を紹介。
- 第9回 - 「不可解参(狂)」にも「らぷらす」の声優として参加し、花譜のファンだという佐倉綾音がゲスト。佐倉の「死闘」は『免許の筆記試験』だという。
- 第10回 - 引き続き、佐倉が声優になったきっかけや声優の大変なことなどを話した。

### ぱんぱかカフぃR（熱闘編）
（熱闘編）の由来
花譜デビュー・4周年を迎えるという事で、これからも熱く行こうぜ！という意味が込められている。
今クールから放送時間が午後11時に移動した。また今回から「ぱんぱかコレクション」でメールが採用された2名に、花譜のサイン入り番組ロゴステッカーがプレゼントされることになった。
コーナー
ぱんぱかコレクション 〜熱闘編〜
「皆さんが“熱くなったこと” “熱中していること”」をリスナーに紹介してもらい、花譜のコレクションに追加していく。
今日の花譜メシ
最近、花譜が食べた美味しいものを紹介する。
不定期コーナー『ぱんぱか探検隊』
花譜が気になる街のイベントなどをラジオで様子をリポートする。
- 第8回 - 花譜が大好きな漫画家の河内遙がゲスト。
- 第9回 - 引き続き河内遙がゲスト。河内いわく、編み物と漫画は相性が良いらしい。編み物をしながら漫画の原稿のネームを考える効率的な趣味とのこと。
- 第11回 - ゲストはいよわ。いつも通り質問千本ノックを繰り広げた。
- 第12回 - 引き続き、いよわがゲスト。
- 第13回 - 2022年の番組を振り返る。

### ぱんぱかカフぃR（羽衣編）
コーナー
ぱんぱかコレクション 〜羽衣編〜
花譜におすすめしたい「映画、ドラマ、漫画、アニメ、本、ゲーム」などを、リスナーに紹介してもらう。「心が温かくなる作品」とエピソードをリスナーに紹介してもらい、花譜のコレクションに追加していく。
- 第4回 - ゲストは歌手の鎖那。
- 第5回 - 引き続き、鎖那がゲスト。花譜がいつも通り質問千本ノック。鎖那が質問事項の多さに驚く。
- 第6回 - 先週・先々週に引き続き、3週連続で鎖那がゲスト。

### ぱんぱかカフぃR（海賊編）
（海賊編）の由来
海を越えて、現実もバーチャルも越えていくようにという願いも込められている。
コーナー
ぱんぱかコレクション　～海賊編～
花譜に勧めたい「映画、ドラマ、漫画、アニメ、本、ゲーム」などを、リスナーに紹介してもらう。「冒険に出たくなったり、ドキドキハラハラしたりする」エピソードをリスナーに紹介してもらい、花譜のコレクションに追加していく。
ぱんぱかワールドニュース！
世界のちょっとしたニュースを、花譜がニュースキャスターに扮して届ける。
『ぱんぱかカフぃ（R）-タワレコ編-』　メニュー提案
番組内の人気ミニコーナー「かふメシ」に取り上げられたフードなどを中心に、花譜本人が考案したコラボメニューが登場する「タワーレコードカフェ」＆コラボレーションカフェ『ぱんぱかカフぇ（R）-タワレコ編-』のメニューを募集する。
- 第1回 - 放送時、花譜はとある国に留学中とのことで今回は特別編。「ラジオから流れる音楽って最高! 3rdアルバム『狂想』をみんなで聴こう〜!前編」と題して、Zoomを通じて、自身の3rdアルバム『狂想』の収録曲のうち前半の7曲を紹介した。
- 第2回 - 前回に引き続き特別編。『狂想』の収録曲のうち、後半の6曲を紹介した。
- 第3回 - ぱんぱかワールドニュース!がスタート。初回は「世界的ポテト不足について!」というニュースを取り上げた。番組後半では3rdワンマンライブ「不可解参(想)」[18]の感想を紹介した。
- 第8回 - 「ぱんぱかカフぇR 〜タワレコ編〜」の、今回は花譜が考案したメニューを発表。リスナーから送付された案を参考にしつつ、メニューを作っていくとのこと。花譜メシは「お好み焼き」。
- 第13回 - ぱんぱかコレクションでは漫画『王ドロボウJING』、『乙嫁語り』を紹介。後半はリスナーから寄せられたコラボカフェの感想メッセージやツイートを紹介。リスナーから募集していた「ぱんぱかズメニュー」の販売も開始され、フードメニューは「ポトフ」、「餃子」に、ドリンクメニューは「しゅわパチぱんぱかクリームソーダ」に決定。花譜メシは「パッションフルーツ味のアイス」。

### ぱんぱかカフぃR（望郷編）
（望郷編）の由来
留学中の花譜ちゃんが日本がとても懐かしいから。
ぱんぱかコレクション〜望郷編〜
「ノスタルジックな気持ちになる（昔懐かしい雰囲気を感じる）」、映画、ドラマ、漫画、アニメ、本、ゲームを紹介。
メッセージテーマ
「あなたの地元のお祭り、地元メシ、地元の好きな場所」や、リスナーの地元や故郷に関するメッセージを紹介。
「ぱんぱかカフぇR 〜タワレコ編〜」感想の紹介
（海賊編）から東京都・名古屋市・大阪府の「タワーレコードカフェ」で開催されている番組コラボイベントで、リスナーから行った感想を紹介。
今日の花譜メシ
最近、花譜が食べた美味しいものを紹介。
かふさんぽ〜いせぷらに遊びに行く!〜
花譜と同じくKAMITSUBAKI STUDIOに所属するヰ世界情緒のラジオ番組『ヰ世界らじおプラネット』（FMヨコハマ）とのコラボ企画。2週に渡り、互いの番組にゲストとして出演する。
- 第1回 - 遠山大輔が1年ぶりにゲスト出演。花譜と話すのは2回目と思いきや、実は3回目であった。その理由は、花譜の収録した音声に不具合が起きてしまったため、遠山にもう一度収録する機会を作ってもらった。
- 第2回 - 引き続き遠山大輔がゲスト。
- 第5回 - 崎山蒼志がゲスト。楽曲「燈」についてトーク。崎山が最近食べて美味しかったものは「蕎麦」。
- 第6回 - 引き続き崎山蒼志がゲスト。崎山がハマっているものは「FAKE DOCUMENTARY "Q" - YouTubeチャンネル」。
- 第7回 - リスナーからのおすすめソング2曲を紹介。「花譜メシ」は天然水ゼリー。
- 第8回 - リスナーからのおすすめソング2曲を紹介。
- 第9回 - かふさんぽ（前半）。情緒のコレクションはスマホアプリ『ペンギンの島』。
- 第10回 - かふさんぽ（後半）。10個の質問にテキパキ答える「質問10本ノック〜!!」に挑戦した。「今日の情緒メシ」は「バナナパウンドケーキ」。
- 第11回 - 大沢伸一がゲスト。「わたしの声[19]」の作詞についてトーク。
- 第11回 - 引き続き大沢伸一がゲスト。大沢のオススメの作品は『ブッダが見つけた四つの真実』。
- 第12回 - 今回のコレクションは『無花果とムーン』、『違う冬の僕ら』。「花譜メシ」は「牛すき月見バーガー」。

### ぱんぱかカフぃR（立志編）
（立志編）の由来
「立志したこと!」=目的や目標をやり遂げたことに焦点を当てる。
ぱんぱかコレクション〜立志編〜
見る/聞くと「やる気がみなぎってくる」映画、ドラマ、漫画、アニメ、本、ゲームを紹介。
今日の情緒メシ
最近、花譜が食べた美味しいものを紹介していく。
- 第1回 - 今回の花譜メシは「アップルパイ」。
- 第2回 - たかはしほのか（リーガルリリー）がゲスト。
- 第3回 - 引き続き、たかはしほのか（リーガルリリー）がゲスト。たかはしが最近美味しいと思った「今日のほのメシ」は「チーズケーキ」。
- 第4回 - 今回のコレクションは『イエスマン “YES”は人生のパスワード』、『ミュータント・タートルズ：ミュータント・パニック!』。
- 第5回 - 今回のコレクションは、 PUFFYの「これが私の生きる道」、「アジアの純真」、ラプソディー・オブ・ファイアの「エメラルド・ソード」、松任谷由実の「ルージュの伝言」など。
- 第6回 - 前半のコレクションは『逃げ上手の若君』、『カーズ』。番組後半ではリスナーからの「ふつおた紹介」。
- 第7回 - 今回のコレクションは「私は最強」、「拝啓、少年よ」の楽曲。
- 第8回 - 今回のコレクションは「楽劇『ニュルンベルクのマイスタージンガー』第一幕への前奏曲」、『疾走』の楽曲。
- 第9回 - 今回のコレクションは『ギルティクラウン』『「スノーボールアース（漫画）』。
- 第10回 - 今回のコレクションは、初音ミク「走れ」、 SUPER BEAVER「閃光」。「今日の花譜メシ」は台湾デザートの「愛玉子（オーギョーチー）」。
- 第11回 - 今回のコレクションは「ホワイトノイズ」、tacika「デッドエンド」の楽曲。「今日の花譜メシ」は「カレーうどん」。
- 第12回 - 今回のコレクションは『どうかこの声が、あなたに届きますように』、『パシフィック・リム』。

### ぱんぱかカフぃR（決戦編）
（決戦編）の由来
自身も出演するイベント「神椿代々木決戦2024」にちなみ、決戦の意味を込め、20歳になったらやりたいこと、憧れの20歳、20歳の時の思い出など、成人になったなぁと思ったことに焦点を当てる。
（決戦編）のメッセージテーマ
見る/聞くで「大人になったなぁ」と思った、映画、ドラマ、漫画、アニメ、本、ゲームを募集し、紹介する。
ぱんぱかコレクション〜決戦編〜
「闘志が湧いてくる作品」、「この決戦を観測してほしい！」という作品を募集し、紹介する。
- 第1回 - 正月ということで、リスナーからのメッセージを紹介。
- 第2回 -「神椿代々木決戦2024」に向け、改めて花譜、理芽、春猿火、ヰ世界情緒、幸祜の5人によるバーチャルアーティストグループ「V.W.P」のメンバーの紹介や、花譜の4thワンマンライブ「怪歌」への意気込みを語った。
- 第3回 -「神椿代々木決戦2024」を振り返った。V.W.Pの仲間の話、ゲストの話、衣装の話、グッズの話、そして「廻花」についてなどを紹介。また番組中でライブ音源を放送した。
- 第4回 -『花譜のオールナイトニッポンX[20]』（ニッポン放送）の話題や、リスナーからの「神椿代々木決戦2024」の感想を紹介した。
- 第5回 - 「神椿代々木決戦2024」の感想メールを中心に紹介。
- 第6回 - 今回のコレクションは、「『ファイナルファンタジーVI』のBGM「決戦」」『ファイアーエムブレム 風花雪月』を紹介。
- 第7回 - ゲストに神山羊が出演。バレンタインに関する話題や二十歳の思い出について話した。
- 第8回 - ゲストは引き続き神山羊。神山の最近食べた美味しいものを紹介する「今日の羊メシ」は、「梅味の堅あげポテト」。
- 第9回 - ゲストに#KTちゃんが出演。コラボ楽曲「ギミギミ逃避行 feat. #KTちゃん(prod. peko)」について話した。
- 第10回 - 引き続き#KTちゃんがゲスト。#KTちゃんの「大人になったエピソード」を紹介。『今日の#KTメシ』は「三角乱雑卵焼き」。
- 第11回 - ゲストに吉澤嘉代子が出演。音楽を始めるきっかけや、曲の作り方、歌い方などを話した。
- 第12回 - 引き続き吉澤がゲスト。リスナーの「大人になったエピソード」を紹介。「今日の嘉代子メシ」は「ベトナム料理」。
- 第13回 - 今回のコレクションは、『怪獣8号』、『鬼太郎誕生 ゲゲゲの謎』。『今日の花譜メシ』は、「無水ミネストローネ」。

### ぱんぱかカフぃR（花咲編）
（花咲編）のメッセージテーマ
見る/聞くで「花が咲いた瞬間」と思った「お花」や「開花した出来事」に関するエピソードを募集し、紹介する。
花譜のお花観測隊
リスナーと花についてシェアするコーナー。リスナーから季節を彩る花の情報を募る。投稿には写真を添付することも可能。
- 第1回 -「ふつおた」のメッセージを紹介した。
- 第2回 - 花譜が結婚式で流したい、自らのオススメ楽曲である「青春の温度」、「私論理」を紹介。ぱんぱかずの「ふつおた」と共に紹介した。
- 第3回 - ゲストは遠山大輔。遠山は（望郷編）以来の出演となった。
- 第4回 - 引き続き遠山がゲスト。花譜の楽曲について語った。
- 第5回 - 『花譜のお花観測隊』は、ワスレナグサについて紹介。
- 第6回 - 前回に引き続き、花咲編に届いたメッセージを紹介。『花譜のお花観測隊』はヒスイカズラについて紹介。
- 第7回 - 久しぶりの『ぱんぱかコレクション』のコーナーで、『クトゥルフ神話TRPG 傀逅編』、『ドラゴンボール Z KAKAROT』を紹介した。
- 第8回 - 花咲編に届いたメッセージを紹介。『花譜のお花観測隊』はチューリップを紹介。
- 第9回 - 引き続き、花咲編に届いたメッセージを紹介。『花譜のお花観測隊』はアマリリスを紹介。
- 第10回 - 『花譜のお花観測隊』はキンランを紹介。
- 第11回 - 前半は番組に届いたメッセージを紹介。後半の『花譜のお花観測隊』はライラックを紹介。
- 第12回 - 前半は番組に届いたメッセージを紹介。後半の『花譜のお花観測隊』はピンクノックアウトを紹介。

### ぱんぱかカフぃR（乱世編）
（乱世編）のメッセージテーマ
不用意にもしてしまったエピソードを紹介する。
花譜のぱんぱかお悩み相談所
ぱんぱかズの悩みに花譜が助言していくコーナー。
花譜のお花観測隊※（花咲編）に続き継続
- 第1回 - 前半は『花譜のぱんぱかお悩み相談室』。「同じサークル（部活）の中に気になる女の子がいるけど告白をする勇気が出なくて困っている」というぱんぱかズからの悩みに回答。後半は、番組に届いたメッセージを紹介。
- 第2回 - 前半の『花譜のお花観測隊』はイカリソウを紹介。後半は番組に届いたメッセージを紹介。
- 第3回 - 前半は『花譜のぱんぱかお悩み相談室』。後半は「やらかしちゃったこと」に関するメッセージなどを紹介。
- 第4回 - 前半は『花譜のぱんぱかお悩み相談室』。2通の悩みに回答。後半は、番組に届いたメッセージや乱世編のメッセージテーマに基づくメールを紹介。
- 第5回 - 前半の『花譜のお花観測隊』ではサガリバナを紹介。「V.W.Pのライブに当選し、現地に着いてからチケットが無いこと、そもそも支払いを忘れていたことに気付いた」というぱんぱかズの悩みに回答。
- 第6回 - 前半は『花譜のぱんぱかお悩み相談室』。「30代半ばを過ぎても一向にパートナーがおらず寂しいのでアドバイスをください」と、『夏になると現れる〇〇が…！』についても回答。
- 第7回 - 番組前半では、自身も出演した「KAMITSUBAKI WARS 2024 神椿横浜戦線 IN パシフィコ横浜」について振り返った。後半は2件のお悩み相談に回答。
- 第8回 - 番組前半は『花譜のぱんぱかお悩み相談室』。2通の悩みに回答した。後半は、ぱんぱかズが体験した本当にあった怖い話を紹介。
- 第9回 - 番組前半は、ぱんぱかズからLuupについてのメッセージ、「手元あるのは違うイベントチケットだったというミスをしてしまったパンパかズのやらかしメール」、「キャンペーンでもらえる特典のためにコンビニに入ったけど、会計時にレジでもらえなかった理由」のメールを紹介。後半は『花譜のぱんぱかお悩み相談室』。「人の面倒を見過ぎてしまう」という悩みに回答した。
- 第10回 - 番組前半は『花譜のぱんぱかお悩み相談室』。「身の回りに溢れているあるものの恐怖症が悩み」との悩みに回答。番組後半は、番組に届いたぱんぱかズが体験した本当にあったこわ〜い話を紹介。
- 第11回 - 番組前半は、番組に届いたメッセージを紹介。「花譜ちゃんのことは知っていたけれど、観測者ではなかったことを後悔していたとのことですが、好きになるタイミングに早いも遅いもないですよね」、「写真撮影時の掛け声「ハイチーズ」に変わる言葉ってある」、特殊詐欺を防止したメッセージも紹介。後半の『花譜のお花観測隊』では、サギソウを紹介した。
- 第12回 - 番組前半は『花譜のぱんぱかお悩み相談室』。「大学生活になかなか馴染めず生活が満たされない」という悩みに回答。後半はメッセージテーマである「花火大会に行った帰りにスマホをなくしてしまったけど見つけることができました」、「チケット予約がWebからで予定の変更が必要になりました」の悩みを回答した。
- 第13回 - 番組前半は「先日行われたシンギュライブへの感想」と「家でカサカサ…という音に振り回された」というリスナーからのメッセージを紹介。番組後半は「今日紹介するのは、ハワイに行くのにパスポートを忘れてしまったというやらかし。さらに電車や飛行機が止まってしまって大変だった」というメッセージを紹介。

### ぱんぱかカフぃR（物語編）
（物語編）のメッセージテーマ
「リスナーの人生のターニングポイント!」、人生に影響を与えた大事な出来事などに関するエピソードを紹介する。
ぱんぱか御伽話
毎回、花譜が考えた空想の御伽話の冒頭を紹介し、それに続くストーリーをリスナーから募るコーナー。完結しても、続きがあっても可。番組内で紹介した後、花譜が物語にタイトルをつける。
花譜のぱんぱかお悩み相談所、花譜のお花観測隊（継続）
- 第1回 - 前半は『花譜のぱんぱかお悩み相談室』。「同じ部活の1つ上の先輩が気になっている」、「就活に向けて緊張せずに心を落ち着かせたい」という悩みに回答。後半は、新コーナー「ぱんぱか御伽話」。
- 第2回 - 前半は『ぱんぱか御伽話』。後半は「かっこいいからと購入した万年筆が観測者としてのアイデンティティになっている」というメッセージを紹介。
- 第3回 - 前半は『ぱんぱか御伽話』。後半は「かっこいいからと購入した万年筆が観測者としてのアイデンティティになっている」というメッセージを紹介。その他「突然UFOや宇宙人、星空が怖くなったというぱんぱかズが体験した本当にあったこわ〜い話」、「好きなものとの付き合い方」に関するメッセージも紹介。
- 第4回 - 前半は『ぱんぱか御伽話』。後半はリスナーからのメッセージ紹介とともに、10月からのテーマである『物語』にかけ、本に関するターニングポイントを紹介。
- 第5回 - 前半は『花譜のぱんぱかお悩み相談室』。「好きなことを仕事にしているからこそ仕事との向き合い方に悩み」に回答。後半は、「好きな歌手のライブのお手伝いをすることになった」というメッセージをしょうかい。
- 第6回 - 前半は『ぱんぱか御伽話』。後半は「最近上京して1人暮らしを始めたぱんぱかズから料理について」のメッセージを紹介。
- 第7回 - 前半は『ぱんぱか御伽話』。後半は「会社の同僚と「芋煮会」に参加してきた」、「ビーズ織りにハマっている」というメッセージを紹介。
- 第8回 - 自身が出演した「V.W.P 2nd ONE-MAN LIVE「現象II（再）-魔女拡成-」と「花譜 4th ONE-MAN LIVE 怪歌（再）」の振り返り。
- 第9回 - 前半は『花譜のぱんぱかお悩み相談室』。「年に数回会う友人から「変わってないなぁ」と言われるのが寂しいと感じている」というメールを紹介。後半は、リスナーからの「先生の一言がきっかけで看護師を目指したこと」、「留学や怪我をしてしまったことをきっかけに創作活動を始めたこと」というメールを紹介。
- 第10回 - ゲストにGLIM SPANKYが出演。GLIM SPANKYから見た花譜の印象、10周年を迎えての心境や二人の好きな音楽、楽曲の作り方などについてトークを展開した。
- 第11回 - 前半は「ぱんぱか御伽話」。後半は、8つのダジャレと縦読みのメッセージを考えてくれたメールを紹介。
- 第12回 - 前半は「ぱんぱかコレクション」。「赤と青のガウン -オックスフォード留学記」、「彬子女王」を紹介。後半は、「音楽的同位体をラジオ投稿に使っている」、「この冬、東北地方に旅行にいく」というメッセージを紹介。
- 第13回 - 特別編として、4thアルバム『寓話』を特集した。『寓話』の中から花譜がセレクトした楽曲について、注目ポイントを紹介。
- 第14回 - 前半は、年越しそばを食べながら2024年を振り返った。後半は、伝説のギャル雑誌『egg』が発表した「egg2024 流行語大賞 2024」を紹介した。

### ぱんぱかカフぃR（黄昏編）
（黄昏編）のメッセージテーマ
「まだ誰にも言っていない秘密!」今まで誰にも言えなかった秘密に関するメッセージを紹介する。
花譜のお花観測隊※（花咲編）、「ぱんぱか御伽話」（物語編）に引き続き継続
- 第1回 - 前半では、「ラジオを通じて花譜ちゃんを知ったというぱんぱかズから花譜ちゃんのことを家族に秘密」を紹介。後半では、黄昏編の冒頭部分を発表。
- 第2回 - リスナーからの投稿を紹介。
- 第3回 - 前半では「花譜ちゃんは1人〇〇が全然大丈夫ということですが、皆さんは1人〇〇でできるラインはどこですか?」、「年末年始のイベントが苦手に感じてしまうという」、「年の振り返りと目標を立てるのは、たしかにちょっと億劫かも」というメッセージを紹介。後半は「ぱんぱか御伽話」。
- 第4回 - 前半では「ゲームセンター」や「カラオケ」など「アミューズメント」に関するメッセージを紹介。後半は、「ぱんぱか御伽話」。
- 第5回 - 前半では「廻花 Transmission Mini Live『うまれるまえからきみをしってる』」の感想メッセージを紹介。後半は「ぱんぱか御伽話」。
- 第6回 - 前半は、以前紹介した自宅で育てている「元気すぎるアマリリス」に関するメッセージの続報を紹介。後半は「ぱんぱか御伽話」。
- 第7回 - 前半では、以前番組の最後に「加湿器を置くと床が濡れて困っている」と述べた花譜に対するお助けメッセージと、黄昏編のテーマ『まだ誰にも言っていない秘密』に関する投稿を紹介。後半は「花譜のお花観測隊」で、エリカを紹介した。
- 第8回 - 前半では、「車で山を越える遠距離恋愛中」のメッセージを紹介、後半は「神椿TCG」の開封コーナーを実施。SRが出た場合は、次週の放送で投稿が紹介された者全員に花譜の直筆サイン入り特製ステッカーがプレゼントされることとされた。
- 第9回 - 先週の特集「神椿TCG」の開封コーナーの結果を発表。
- 第10回 - リスナーからの「運転免許の筆記試験でよくある出来事」、「まだ誰にも言ってない秘密」を紹介。
- 第11回 - 前半は、リスナーからの「3月も終わりに近づき、卒業と新生活について」のメッセージを紹介。後半では、黄昏編のメッセージテーマ「まだ誰にも言っていない秘密」を紹介。

### ぱんぱかカフぃR（青春編）
（青春編）のメッセージテーマ
「青春の思い出!」学生時代の思い出や音楽、映画などについてのメッセージを紹介する。
花譜のお花観測隊※（花咲編）、「ぱんぱかコレクション」など引き続き継続
- 第1回 - ゲストにCHiCOが出演。CHiCOの青春時代、花譜と今後一緒にやりたいことなどについて話す。
- 第2回 - Shibuya Sakura Stageで開催された「花譜ノ新春桜祭-かふあるところに、はるあり。 ほっこり花日和-」での番組公開収録の模様を放送。
- 第3回 - 前半は「4月はたくさんの人と新たな出会いをする季節ですが、皆さんは名前と顔覚えるのは得意ですか」というメッセージを紹介。後半では、帰ってきた「ぱんぱかコレクション」で、漫画「ネムルバカ」を紹介した。
- 第4回 - 「高校時代にフォークダンスでかけられた女の子からの一言が気になっている」という相談メッセージや、「青春エピソードとしてボカロの思い出」のメッセージを紹介。
- 第5回 - グランジの遠山大輔がゲスト出演。これまでの出演回は別々の場所で収録していたが、今回は2人揃って収録された。学生時代にバンドを組んでいたという遠山の青春エピソードなどを紹介。
- 第6回 - 引き続き遠山がゲストとして出演。番組前半はメッセージを紹介しつつ「ハマっていたゲームの話や休日の過ごし方」についてトークした。後半は、「仕事が忙しくて、土日に外に出る頻度が減っているという悩みを持つ新社会人」のメールを紹介。
- 第7回 - 前半は、「帰ってきた〜ぱんぱかコレクション〜」。小説「容疑者Xの献身」を紹介。後半は、「変な好奇心で大きなホットケーキを作ろうとしたら丸焦げになってしまった」、青春エピソードとして「印象に残っている先生に関するメッセージ」を紹介。
- 第8回 - 特別編。「Anime Festival Asia Indonesia 2025」でライブを行った花譜。現地で録音された音声を聴きつつ、思い出を語った。現地ファンとの交流の感想や、シカゴでの経験談を紹介。
- 第9回 - 前半は、「PC周辺の便利グッズや、おすすめの水族館について」のメッセージを紹介。後半は、メッセージテーマを紹介。
- 第10回 - 前半は、「高校時代の友達と毎年、ドライブで旅行に行っている」、「スクールフォトグラファーとして修学旅行や社会科見学で写真を撮る仕事をしている」とのメッセージを紹介。後半では、謎解きゲーム第四境界「人の財布」を紹介。
- 第11回 - 前半は、花譜も好きな「麻辣湯」のトッピングに関するメッセージを紹介。後半では、「今年の4月から3DCGアーティストの勉強をしている」との投稿を紹介。
- 第12回 -「KAMITSUBAKI XPERIENCE」の感想、ホテルの予約に関するやらかしを送ってくれたメールを紹介。

### ぱんぱかカフぃR（冒険編）
（冒険編）のメッセージテーマ
今まで「冒険（挑戦）してきた/したな（例：いつもは買わない色の服を買ってみた!・ずっと行きたかったところに行ってきた!）」というエピソードを紹介する。
トレジャーハント花譜、お宝を求めて!!
ぱんぱかズの皆さんが⽇常の中で⾒つけた“お宝”を紹介するコーナー。思い出が詰まっていたり、なぜかずっと捨てられないモノなどをエピソードと共に募集。
花譜のお花観測隊・ぱんぱかコレクションも引き続き継続
- 第1回 - 前半では、「あなたの冒険エピソード」の「花譜ちゃんのMVに出てくる、東京の中心部を聖地巡礼する日帰り旅行をした」というメッセージを紹介。後半では、新コーナー『トレジャーハント花譜、お宝を求めて!!』。初回は番組スタッフの私物を紹介。
- 第2回 - 前半は、「一人で海外旅行をして、オーロラを見たり現地の人と交流を通じて、忘れられない旅行になった」、「『神椿市建設中。』とコラボしている極楽湯のお店で無くしたイヤホンを見つけた」というメッセージを紹介。後半は「帰ってきた〜ぱんぱかコレクション〜」。「サブスタンス」、「ミスト」を紹介した。
- 第3回 - 前半では、『神椿建設中。』の感想メール、「免許を取得したばかりの時に大阪から九州までドライブをした」というメッセージを紹介。後半では、『トレジャーハント花譜、お宝を求めて!!』。オンラインゲーム「ファンタシースターオンライン2」の記念盾を紹介。
- 第4回 - 前半は「海を目指して100km歩いた」、「近場の隠れたスポットに足を伸ばす」、「サウナ室に麻辣スパイスをおいた特別サウナで、サ飯と一緒に麻辣湯を楽しむ期間限定に行った」というリスナーのメッセージを紹介。後半は『トレジャーハント花譜、お宝を求めて!!』。「サメのパペット人形」を紹介。
- 第5回 - 前半は、「UFOキャッチャーでフィギュアとぬいぐるみをゲットした」、「目的地もなく海沿いや山道を自転車を漕いで未知のエリアを開拓した」というメッセージを紹介、後半は『トレジャーハント花譜、お宝を求めて!!』。履き潰したスニーカーを紹介。
- 第6回 - 前半は、「真夏の暑さ対策は何してる?」、「傘の盗難に遭わないためには?」というリスナーのメールのアドバイスを答えた。後半は、『トレジャーハント花譜、お宝を求めて！！』。「高校時代に使っていたガラケー」を紹介。
- 第7回 - 前半は、「お散歩のゴールデンタイムは何時？」、「お散歩のゴールデンタイムは何時？」、「ボーリングのマイボールとマイシューズの力！」、「マンガの冒険エピソード」を紹介。後半は、『トレジャーハント花譜、お宝を求めて！！』。「ケロロ軍曹の食玩」を紹介。

## 関連番組
- ヰ世界らじおプラネット[21] - 同じ事務所・KAMITSUBAKI STUDIOのVRアーティスト・ヰ世界情緒が担当するラジオ番組。